# Werkstoffkenngröße
Eine Werkstoffkenngröße (auch Werkstoffkennwert, Materialkenngröße, Materialkennwert, Modul) ist eine physikalische Größe, mit dem ein Werkstoff charakterisiert werden kann. Werkstoffkenngrößen können experimentell durch eine Messreihen bzw. Werkstoffprüfung ermittelt werden und beschreiben insbesondere physikalische oder physikochemische Eigenschaften von Materialien. Eine Kenngröße gibt typisches Verhalten für einen Werkstoff wieder und wird auch häufig als Intervall angegeben. Abweichungen von Kennwerten stammen von untypischen Zustände der Probe, beispielsweise in der Mikro- und Nanostruktur. Der Zustand eines Werkstoffes wird durch das Mischungsverhältnis von Stoffen und die Werkstoffbearbeitung (Urformen, Umformen etc.) eingestellt.
Die Werkstoffkenngrößen hängen auch von der Größe der untersuchten Probe ab. Im Bereich von einigen Nanometern treten zunehmend Effekte der Atomphysik und Quantenmechanik auf. Dieses Verhalten nennt man Größeneffekt. Ein wichtiges Beispiel dafür ist die Zunahme des spezifischen Widerstandes bei sehr dünnen Schichten und Drähten.

## Mechanische Werkstoffkenngrößen
| Name                                     | Formelzeichen | Dimension    | SI-Einheit             | Andere Einheiten                                    | Bemerkung |
| ---------------------------------------- | ------------- | ------------ | ---------------------- | --------------------------------------------------- | --------- |
| Elastizitätsmodul                        | E             | M·L−1·T−2    | Pa = N/m2 = kg·m−1·s−2 | 1000 Pa = 1 kPa 1000 kPa = 1 MPa 1000 MPa = 1 GPa   |           |
| Schubmodul                               | G             | M·L−1·T−2    | Pa = N/m2 = kg·m−1·s−2 | 1000 Pa = 1 kPa 1000 kPa = 1 MPa 1000 MPa = 1 GPa   |           |
| Streckgrenze                             | Re            | M·L−1·T−2    | Pa = N/m2 = kg·m−1·s−2 | 1000 Pa = 1 kPa 1000 kPa = 1 MPa 1000 MPa = 1 GPa   |           |
| Dehngrenzen                              | Rp0,2, Rp1    | M·L−1·T−2    | Pa = N/m2 = kg·m−1·s−2 | 1000 Pa = 1 kPa 1000 kPa = 1 MPa 1000 MPa = 1 GPa   |           |
| Zugfestigkeit                            | Rm            | M·L−1·T−2    | Pa = N/m2 = kg·m−1·s−2 | 1000 Pa = 1 kPa 1000 kPa = 1 MPa 1000 MPa = 1 GPa   |           |
| Druckfestigkeit                          | RS            | M·L−1·T−2    | Pa = N/m2 = kg·m−1·s−2 | 1000 Pa = 1 kPa 1000 kPa = 1 MPa 1000 MPa = 1 GPa   |           |
| Biegewechselfestigkeit                   | σb,W          | M·L−1·T−2    | Pa = N/m2 = kg·m−1·s−2 | 1000 Pa = 1 kPa 1000 kPa = 1 MPa 1000 MPa = 1 GPa   |           |
| Schwingfestigkeit                        |               | M·L−1·T−2    | Pa = N/m2 = kg·m−1·s−2 | 1000 Pa = 1 kPa 1000 kPa = 1 MPa 1000 MPa = 1 GPa   | [ 3 ]     |
| Warmfestigkeit                           |               | M·L−1·T−2    | Pa = N/m2 = kg·m−1·s−2 | 1000 Pa = 1 kPa 1000 kPa = 1 MPa 1000 MPa = 1 GPa   |           |
| Kritische Schubspannung                  | τkrit.        | M·L−1·T−2    | Pa = N/m2 = kg·m−1·s−2 | 1000 Pa = 1 kPa 1000 kPa = 1 MPa 1000 MPa = 1 GPa   |           |
| Fließspannung                            | Wkf           | M·L−1·T−2    | Pa = N/m2 = kg·m−1·s−2 | 1000 Pa = 1 kPa 1000 kPa = 1 MPa 1000 MPa = 1 GPa   |           |
| Bruch-, Risszähigkeit                    | KI            | M3/2·L−1·T−2 | MPa·m1/2               |                                                     |           |
| Gleichmaßdehnung                         | Agl           | 1            | %                      |                                                     |           |
| Bruchdehnung                             | A             | 1            | %                      |                                                     |           |
| Brucheinschnürung                        | Z             | 1            | %                      |                                                     |           |
| Härte nach Vickers, Brinell und Rockwell | HV, HB, HRC   |              | /, Joule (J), /        | Newtonmeter (Nm) Kilowattstunde (kWh) Kalorie (cal) |           |
| Kerbschlagarbeit                         | KV            | M L2 T−2     | Joule (J)              | Newtonmeter (Nm) Kilowattstunde (kWh) Kalorie (cal) |           |
| Schallgeschwindigkeit                    | cM            | L·T−1        | m·s−1                  |                                                     |           |

Mechanische Werkstoffkennwerte können größtenteils nur durch zerstörende Werkstoffprüfung ermittelt werden.

## Thermodynamische Werkstoffkenngrößen
| Name                         | Formelzeichen                               | Dimension   | SI-Einheit | Andere Einheiten  | Bemerkung                          |
| ---------------------------- | ------------------------------------------- | ----------- | ---------- | ----------------- | ---------------------------------- |
| Schmelzpunkt                 | Tm                                          | Θ           | Kelvin (K) | Grad Celsius (°C) |                                    |
| Rekristallisationstemperatur | TR                                          | Θ           | Kelvin (K) | Grad Celsius (°C) |                                    |
| Curie-Temperatur             | TC                                          | Θ           | Kelvin (K) | Grad Celsius (°C) |                                    |
| Glasübergangstemperatur      | TG                                          | Θ           | Kelvin (K) | Grad Celsius (°C) |                                    |
| Wärmeleitfähigkeit           | λ                                           | M L T−3 Θ−1 | W·K−1·m−1  |                   |                                    |
| spezifische Wärmekapazität   | c                                           | L2 T−2 Θ−1  | J·K−1·kg−1 |                   |                                    |
| Ausdehnungskoeffizient       | α, γ                                        | T−1         | K−1        |                   | Meist zwischen 0 und 100 °C gültig |
| Oberflächenenergie           | γO                                          | L2·M·T−2    | J·m−2      | erg               |                                    |
| Stapelfehlerenergie          | γSFE                                        | L2·M·T−2    | J·m−2      | erg               |                                    |
| Fluidität                    | {\displaystyle \phi }                       | L·T·M−1     | m·s·kg−1   |                   |                                    |
| Viskosität dynamisch         | {\displaystyle \eta }, {\displaystyle \mu } | M·L−1·T−1   | Pa·s       |                   |                                    |
| Viskosität kinematisch       | {\displaystyle \nu }                        | L2·T−1      | m2·s−1     |                   |                                    |
|                              |                                             |             |            |                   |                                    |

## Elektrodynamische Werkstoffkenngrößen
| Name                      | Formelzeichen | Dimension     | SI-Einheit          | Andere Einheiten | Bemerkung |
| ------------------------- | ------------- | ------------- | ------------------- | ---------------- | --------- |
| Durchschlagfestigkeit     | U             |               | V                   |                  |           |
| Durchschlagsspannung      | U             |               | V                   |                  |           |
| Elektrische Leitfähigkeit | σ, γ, κ       | M−1·L−3·T3·I2 | S·m−1 = (Ω·m)−1     |                  |           |
| Spezifischer Widerstand   | ρ             |               | Ω·mm2·m−1           |                  |           |
| Magnetisierung            | M             | L−1 I         | A·m−1               |                  |           |
| Koerzitivfeldstärke       | HC            | L−1 I         | A·m−1               |                  |           |
| Remanenz                  | BR            | L−1 I         | A·m−1               |                  |           |
| Sättigungspolarisation    | JS            |               | V·s·m−2             |                  |           |
| Permittivität             | ε             | M−1·L−3·T4·I2 | F·m−1 = A·s·V−1·m−1 |                  |           |
| Permeabilität             | μr            |               |                     |                  |           |

Elektrodynamische Werkstoffkennwerte können größtenteils durch zerstörungsfreie Werkstoffprüfung ermittelt werden.

## Optische Werkstoffkenngrößen
| Name                 | Formelzeichen | Dimension | SI-Einheit | Andere Einheiten | Bemerkung                                           |
| -------------------- | ------------- | --------- | ---------- | ---------------- | --------------------------------------------------- |
| Brechungsindex       | n             | 1         |            |                  | {\displaystyle n={\frac {c_{0}}{c_{\mathrm {M} }}}} |
| Lichtgeschwindigkeit | cM            | L·T−1     | m·s−1      |                  |                                                     |

Optische Werkstoffkennwerte können größtenteils durch zerstörungsfreie Werkstoffprüfung ermittelt werden. Das Absorptions- bzw. Transmissionsspektrum enthält mehrere Informationen über die Komponenten, Zustände und Mikrostruktur des Werkstoffes.